# (14789) GAISH
(14789) GAISH ist ein Asteroid des Hauptgürtels, der am 8. Oktober 1969 von der sowjetischen Astronomin Ljudmila Iwanowna Tschernych am Krim-Observatorium in Nautschnyj (IAU-Code 095) entdeckt wurde.
Der Asteroid wurde am 6. Januar 2007 nach dem Sternberg-Institut für Astronomie (russisch Государственный астрономический институт им. П. К. Штернберга (ГАИШ), engl. GAISh) an der Lomonossow-Universität in Moskau benannt, das 1931 am Standort des Observatoriums der Universität gegründet wurde.